# 小行星6685
小行星6685（6685 Boitsov）是一颗绕太阳运转的小行星，为主小行星带小行星。该小行星于1978年8月31日发现。

## 轨道参数
小行星6685的轨道半长轴为2.2319472 UA，离心率为0.174。